# 超能力だよ全員集合!!
『超能力だよ全員集合!!』（ちょうのうりょくだよぜんいんしゅうごう!!）は、1974年に制作・公開されたドリフターズ主演の「全員集合シリーズ」および松竹ドリフ映画第13弾。併映は『男はつらいよ 寅次郎恋やつれ』。
本作より志村けんがドリフターズの正式メンバーとして出演。マドンナ役は長山藍子と秋谷陽子の二人で、歌のゲストはフィンガー5。

## ストーリー
当たらない易者の井刈長山の元に、記憶喪失の放浪詩人・加藤ヒデオが現れた。彼が持っていた『ノータリンダメスの大予言』という詩集を読んで、長山は驚く。そこには長山の暮らしぶりが書かれており、しかも全て当たっていた。長山はヒデオを本物の超能力者だと思い、ヒデオに「知らない様」と命名して大儲けを企む。そんなヒデオ、実は秋田の材木屋の跡取りで、家出をして行方不明になっていた男だった。その頃、ヒデオの実家方面では怪しげな新興宗教が悪事を働いていた…。

## スタッフ
- 製作：沢村国男
- 原作・監督：渡邊祐介
- 脚本：渡邊祐介、田坂啓
- 撮影：荒野諒一
- 美術：重田重盛
- 音楽：青山八郎
- 録音：鈴木功
- 調音：小尾幸魚
- 照明：佐久間丈彦
- 編集：寺田昭光
- 監督助手：白木慶二
- 製作主任：峰順一
- 装置：石渡啓之助
- 装飾：宗田八郎
- 衣裳：松竹衣裳
- 現像：東洋現像所
- 進行：萩原辰雄
- 奇術指導：渚晴彦
- 協力：秋田市、秋田市観光協会、新政酒造、能代市・三国材木店、秋田銘菓・さなづら

## 配役
- 易者・井刈長山：いかりや長介
- 詩人・加藤ヒデオ：加藤茶
- 不動産屋・仲本工作：仲本工事
- 不動産屋社員・志村けん八：志村けん
- 焼鳥屋・高木風太：高木ブー
- しの：長山藍子
- 清：夏八木勲
- 洋子：榊原るみ
- 幸子：秋谷陽子
- 雲山一斎：伴淳三郎
- 川上銀次：由利徹
- 川上たみ：楠トシエ
- 玉井白山：玉川良一
- 宮：ひろみどり
- テツ：石井富子
- 富山：南利明
- 八百徳：谷村昌彦
- 警官：関敬六
- 金之助：沢村いき雄
- まつ：原ひさ子
- 老婆：武智豊子
- 巡査：東八郎
- 幸子の友人 : 藍美代子
- 見物客 : 高村ルナ
- 教団の配下：逗子とんぼ、柳田金一、志馬琢哉、城戸卓、篠原靖夫、沖秀一
- 支配人：大屋満
- 中年の占い客：加島潤
- 易者：今井健太郎、土田桂司
- キャバレーのボーイ：小森英明
- 芸者：金子亜子、藤田純子
- 巡査 : 大船太郎
- 近所の主婦 : 秩父晴子
- やくざ：園田健二、須賀良、中川秀人
- 中国人：たこ八郎、すわ親治（※諏訪園親治名義）、山本明生、鷹嘴善一
- 長山の占い客 : 泉真喜、加藤幸子、東風弓子
- 易者の客 : 谺のぶ子、清水理絵、榎本真由美、堤マリ
- 安井かずみ（本人）：安井かずみ
- なかにし礼（本人）：なかにし礼
- 豊岡豊（本人）：豊岡豊
- 歌手：フィンガー5

## 挿入歌
「恋のアメリカン・フットボール」
作詞：阿久悠 / 作曲・編曲：都倉俊一 / 歌：フィンガー5（日本フォノグラム/フィリップス・レコード）

## ビデオソフト化・テレビ放送
2000年に松竹ホームビデオから本作を収録したVHSビデオがリリースされたが、その後ビデオソフトは発売されておらず、DVD化もBD化もされていない。
テレビ放送は、1982年2月8日にテレビ朝日の「ゴールデンワイド劇場」で行われた。
また、2019年2月に日本BS放送 (BS11) の『水曜シネマ・昭和喜劇シリーズ』にて、本作のHDリマスター版がテレビ初放送された。
2020年4月には、WOWOWにて志村けん追悼特集の1つとして再びHDリマスター版が再放送された。その後、同チャンネルでは本作の再放送が度々行われている。